# Сара Фленнері
Сара Фленнері (англ. Sarah Flannery, нар. 1982, графство Корк, Ірландія) у віці 16 років стала переможцем
BT Young Scientist and Technology Exhibition 1999 року за розробку алгоритму Кайлі-Песе (Cayley-Purser algorithm), заснованому на її роботі, виконаній у Baltimore Technologies під час тижневої практики в цій компанії. Проект, названий «Криптографія — новий алгоритм у порівнянні з RSA», також приніс їй перемогу в Конкурсі молодих учених Євросоюзу (EU Young Scientist of the Year Award) 1999 року. Її книга In Code (2001), у співавторстві з її батьком, розповідає історію створення алгоритму і про те задоволення, яке вона отримувала в дитинстві від розв'язання математичних головоломок.
Вона вивчала інформатику в Петерхаус, коледжі при Кембріджському університеті, який закінчила у 2003, і, за станом на 2006, працювала в Electronic Arts в якості інженера програмного забезпечення. Зараз працює в компанії TirNua, будучи одним із засновників, на посаді Директорки по науці.
Ліхтарі вуличного освітлення на вулиці Святого Патріка, однієї з основних магістралей Кірка, названі на її честь.

## Родина
Сара Флкннері є дочкою Девіда (David) і Елен (Elaine) Фленнері. Має чотирьох молодших братів. Девід (David), Брайан (Brian), Імон (Eammon) і Мік (Mick). Сара — сестра ірландського рок/фолк співака і композитора Міка Флэннери (Mick Flannery).